# Hadron
Hadron (tiếng Việt đọc là Ha đ-rôn hay Ha đ-rông) là hạt tổ hợp có vai trò trọng yếu trong lực tương tác mạnh. Hadron bao gồm:
- Baryon: spin bán nguyên
- Meson: spin nguyên

Mô hình quark, được xây dựng độc lập năm 1964 bởi Murray Gell-Mann và George Zweig, miêu tả các hadron giống như thành phần tổ hợp của các quark hóa trị (valence) hoặc phản quark (anti quark), dính lại bởi lực màu, do sự xuất hiện của hạt truyền tương tác là gluon.
Đa số Hadron không bền vững, là các hạt cộng hưởng có thời gian sống nhỏ hơn 10−21s, bị phân rã thành các Hadron nhẹ hơn do tương tác mạnh. Các Hadron gần bền vững sống lâu hơn, phân rã do tương tác yếu và tương tác điện từ.